# Kreševski Kamenik
Kreševski Kamenik je naseljeno mjesto u općini Kreševo, Federacija Bosne i Hercegovine, BiH.

## Stanovništvo

### 1991.
Nacionalni sastav stanovništva 1991. godine, bio je sljedeći:
ukupno: 197
- Hrvati - 186
- Jugoslaveni - 6
- ostali, neopredijeljeni i nepoznato - 5

### 2013.
Nacionalni sastav stanovništva 2013. godine, bio je sljedeći:
ukupno: 177
- Hrvati - 171
- ostali, neopredijeljeni i nepoznato - 6